# We Happy Few
We Happy Few (укр. Ми трішки щасливі) — пригодницька відеогра, психологічний трилер з елементами симулятора виживання на мотиви антиутопії «1984» Джорджа Орвелла, яку розробила незалежна канадська студія Compulsion Games. Гра вийшла 10 серпня 2018 року для Windows, PlayStation 4 та Xbox One.
Дія гри відбувається у вигаданому антиутопічному місті Веллінґтон-Велз, де заборонено сумувати: всі громадяни зобов'язані приймати пігулки під назвою «Радість», які змушують сприймати світ кращим, аніж він є насправді. Сюжет оповідає історію трьох людей, які усвідомлюють реальний скрутний стан міста. Вони намагаються втекти, пригадуючи при цьому, що сталося у Веллінгтон-Велз.

## Ігровий процес
We Happy Few — це екшн-гра від першої особи, яка містить елементи стелсу та гри на виживання. Гравці керують одним із трьох персонажів у кожному з трьох сюжетних актів. Артур Гастінґс — збалансований персонаж, який вміє виготовляти зброю; Саллі Бойл вправна в підкраданні та створенні хімічних сумішей; Оллі Старкі — сильний боєць рукопашного бою, який вміє створювати потужну вибухівку.
У грі використовується процедурна генерація місцевостей у кожному новому проходженні. Виконання ланцюжків завдань винагороджується корисними предметами та очками навичок, які можна розподілити, щоб удосконалити характеристики персонажа чи придбати нові здібності. Зі знайдених предметів персонажі здатні створити інструменти, зброю та ліки. Персонажів слід підтримувати ситими та виспаними, інакше їхні характеристики зменшуються. На місцевостях існують безпечні сховки, де можна відпочити та швидко перенестися до іншого сховку.
На сприйняття світу впливає наркотик «Радість», який вживають жителі Веллінґтон-Велз. Якщо гравець вирішить, щоб його персонаж використовував «Радість», то побачить місто в барвистому, радісному оформленні та зможе пересуватися, не привертаючи зайвої уваги, але це погіршує деякі здібності персонажа. Вплив «Радості» поступово слабне і місто повертається до свого реального вигляду: похмурого та зруйнованого. Перехожі при цьому реагуватимуть на персонажа як загрозу і його переслідуватиме поліція, з якою можна битися, або сховатися від неї. На ставлення також впливає одяг, адже в кожному з районів Веллінґтон-Велз свої традиції.

## Сюжет

### Світ гри
Дія гри розгортається в альтернативній історії, де в 1933 році безробітний муляр убив Франкліна Рузвельта, через що президентом США став Г'юї Лонґ. Він відмовився допомагати Великій Британії в Другій світовій війні, що дозволило німцям вторгнутися та окупувати країну.
Сюжет відбувається в містечку Веллінґтон-Велз на острові, де під час окупації населення зробило «дуже поганий вчинок», у обмін на який німці покинули острів і надали жителям вільне громадянство. Однак наслідки «дуже поганого вчинку» спричиняли у громадян почуття провини. Тож вони винайшли і стали вживати галюциногенний препарату під назвою «Радість», який пригнічує всі сумні спогади та змушує бачити світ гарнішим, ніж він є насправді. Його численні побічні ефекти включають звикання, короткочасну втрату пам'яті, втрату апетиту, кошмарні галюцинації та довірливість.
До 1960-х років Веллінґтон-Велз розвивалося ізольовано від решти світу, досягнувши різкого прогресу в технологіях. Його мешканці, яких називають «веллі», носять білі маски, що деформують обличчя, роблячи його завжди усміхненим. «Радість» вільно розповсюджується у формі таблеток, а також додається до міського водогону. Щоб заохочувати вживання наркотиків, засоби масової інформації жорстко контролюються та прославляють «дядька Джека», доброзичливого ведучого, чий голос і зображення широко транслює урядова пропаганда по міському телебаченню та радіо.
Деякі «веллі» виробили імунітет до «Радості», тому згодом впали в депресію або збожеволіли, згадавши «дуже поганий вчинок». Їх вигнали з міста в «пустки» на околицях. Інші, хто добровільно відмовляється від «Радості», відомі як «Безсоромники», переслідуються та примусово отримують «Радість» або страчуються.

### Дія
Історія Артура. Артур Гастінґс працює цензором, редагуючи архівні газети, щоб вони відповідали пропаганді. Під час роботи він натрапляє на новину про себе та свого старшого брата Персі. Артур усвідомлює, що не пам'ятає тієї події, тому вирішує відмовитися від чергової дози «Радості» (якщо прийняти її, гра закінчиться). Він відвідує офісну вечірку зі своєю начальницею Вікторією Бінг і бачить, що вона їсть не цукерки, як всім ввижається, а щура. Зауваживши його реакцію, Артура переслідує поліція. Той тікає до району Гарден, населеного вигнанцями. Артур вирішує втекти з Веллінгтон-Велз та розшукати Персі.
Подорожуючи містом, Артур довідується, що населення Веллінгтон-Велз віддало німцям усіх дітей віком до 13 років в обмін на свободу. Проте танки, якими німці погрожували населенню, були муляжами, а містяни не наважилися чинити опір. Артур також дізнається, що Веллінгтон-Велз повільно занепаає, міська інфраструктура зламана, стався спалах невідомої хвороби, а «Радість» діє слабше, ніж раніше. Зрештою Артур досягає залізничного мосту, що веде з Веллінгтон-Велз. Він пригадує, що в дитинстві поміняв своє посвідчення особи на братове, оскільки вже мав 13 років, а брат був на рік молодший. Таким чином Артур віддав брата німцям у обмін на власне життя.
Історія Саллі. Саллі Бойл працює у власній лабораторії над новим різновидом «Радості» після того, як її директор, Антон Верлок, вигнав її з компанії «Haworth Labs». Поліція погрожує Саллі, щоб вона постачала їм «Радість», тому жінка змушена шукати в місті складники, щоб встигнути вчасно закінчити достатньо доз.
Саллі приховує, що в неї є дочка Ґвен, перша дитина, яка народилася у Веллінґтон-Велз за п'ятнадцять років. Коли Ґвен захворіла на кір, Саллі просить Артура, свого друга дитинства, знайти пляшечку риб'ячого жиру. Артур, не знаючи для чого це потрібно, погоджується дістати жир в обмін на лист від генерала Роберта Бінґа, мецената й коханця Саллі. Зрештою Саллі згадує, як її мати отруїла свою родину, аби дітей не вивезли до Німеччини, залишивши живою тільки Саллі. Артур доставляє жир і хоче, щоб Саллі втекла разом з ним, але вона вирішує тікати самотужки разом з дочкою.
Саллі планує викрасти моторний човен генерала Бінґа, захований біля його військової бази. Вона переконує докторку Гелен Фарадей збудувати новий двигун для човна, але їй не вдається вкрасти ключ, оскільки Саллі потрапляє в пастку зі снодійними дротиками. Бінґ переховує Саллі в притулку, а Ґвен відправляє на материк. Саллі бореться з Бінґом, викрадає ключ і разом з дочкою відпливає з міста.
Історія Оллі. Оллі Старкі — колишній солдат британської армії, який живе відлюдником у своєму укріпленому сховку в районі Ґарден. Йому регулярно ввижається донька Марґарет, убита багато років тому під час «дуже поганого вчинку».
Допомагаючи Артуру в його подорожі, Оллі знаходить свого колишнього командира, генерала Бінґа. Він повідомляє Оллі про фальшиві німецькі танки, виявлені Артуром. Бінґ розповідає, що знав підробку, але не сказав про це жителям міста, бо боявся, що коли вони піднімуть повстання, то все одно не переможуть. Він вказує, що Оллі теж знав про фальшиві танки, оскільки служив санітаром у Бінґа. Не в змозі згадати цього, Оллі вирішує дізнатися правду від доньки Бінґа, Вікторії. Оллі бере її в полон і позбавляє дози «Радості». Вікторія пригадує як допомагала німцям під час «дуже поганого вчинку». Оллі повідомляє їй, що в місті закінчилася їжа та благає допомогти йому донести правду решті людей. Вікторія погоджується, але коли Оллі відпускає її, вона нападає на нього і тікає.
Зрозумівши, що виконавчий комітет міста надто залежний від «Радості», Оллі вирішує убити «дядька Джека». Оллі проникає в його студію, проте виявляє, що Джек зник. На знайденій касеті Оллі бачить зізнання «дядька Джека», що він пригадав свою доньку і впав у відчай через усвідомленя скрутного стану Веллінґтон-Велз. Оллі здогадується, що Маргарет насправді була дочкою Джека, а Оллі видав її німцям і її застрелили при спробі втечі. Мучачись почуттям провини, Оллі рік тому попросив Саллі дати йому ліки, що стерли болючі спогади. Оллі запускає зізнання «дядька Джека» в ефір, що отямлює населення. Потім він прощається з уявною Марґарет і будує повітряну кулю, на якій вилітає з Веллінґтон-Велз.
Після завершення розділів Саллі та Оллі в епілозі гравець може вибрати одну з двох кінцівок: або Артур покидає Веллінґтон-Велз, дістається до материка та продовжує пошуки Персі, або приймає ліки, що стирають спогади, і повертається в місто. Якщо Артур продовжує шлях на материк, він зустрічає бідну маленьку дитину, яка скаржиться на дощову погоду. Це вказує, що інші міста Англії не пішли шляхом Веллінґтон-Велз.

## Завантажувані доповнення
They Came From Below — видане 4 квітня 2019. Двоє коханців, Роджер Бекон та Джеймс Максвелл, шукають свою начальницю, докторку Фарадей, у підземному комплексі, населеному роботами. Грати належить за Роджера, який може користуватися футуристичною зброєю та «хронобомбою», здатною уповільнювати час навколо.
Коли слуга Роджер повертається додому з походу по магазинах, він виявляє лабораторію доктора Фарадей зруйнованою. Він бачить, що Фарадей провалилася у міжпросторовий портал, будить Джеймса, і вони вирушають на пошуки начальника. Виявивши люк, розташований під сходами, Роджер і Джеймс проникають до величезного комплексу під лабораторією, населеного ворожими роботами, які говорять голосом Фарадея. Роджер пробирається через комплекс, а Джеймс дає йому по радіо вказівки. Роджер довідується про інопланетне походження роботів, як і решти  фантастичних технологій міста, і що роботи відчувають емоції. Потім він зустрічає доброзичливого розібраного робота на ім'я Ватсон, який розповідає, що доктор Фарадей викрала і перепрограмувала його побратимів, аби вони забезпечували Веллінгтон-Велз їжею. Роджер прагне як врятувати Фарадей, так і допомогти роботам. Джеймс, однак, вважає, що обернувши роботів у рабство, можна врятувати місто. Роджер руйнує камеру перепрограмування, через що Фарадей вирішує знищити портал і відрізати шлях назад. Роджер намагається пройти до порталу, але Джеймс зупиняє його. Роджер нокаутує його і активує системи безпеки на вході до порталу. Фарадей намагається зупинити Роджера, керуючи величезним роботом, але Джеймс вирішує допомогти Роджеру. Після перемоги Ватсон і ще кілька вільних роботів зустрічають їх, щоб привітати їх і повернути Фарадей у Веллінгтон-Велз. Роджер просить піти з ними; Вотсон погоджується, але повідомляє Роджеру, що відкритий заново портал веде в інший час. Роджер може вибрати, брати з собою Джеймса чи ні. Якщо він вирішить привести Джеймса, двоє чоловіків поцілуються і разом пройдуть через портал. Якщо він вирішить піти без Джеймса, він попрощається з ним і скаже, що сподівається побачити Джеймса знову.
Lightbearer — видане 30 липня 2019. Розповідає про місцеву рок-зірку Ніка Лайтбера, котрий втратив спогади і намагається розгадати що сталося з ним напередодні. У цьому DLC Ніку потрібно захищатися від своїх збожеволілих шанувальників, які настільки в захваті від нього, що готові бувально роздерти на частини. Нік використовує гітару, щоб протистояти фанатам звуком, і орієнтується на власні статуї, розміщені по місту.
Нік прокидається в номері готелю, весь у крові, і бачить галюцинацію щура, котрий говорить голосом його колишнього менеджера Верґілія. Нік дотримується поради щура та тікає з готелю до свого старого будинку, перетвореного на музей. Після галюцинаційної битви зі своєю колишньою дружиною Петунією, Нік чує пораду щура спробувати згадати події минулої ночі. Нік розуміє, що розгадка криється в текстах його пісень. Після тривожного сну про вбивство справжнього Вергілія, Нік зустрічає в барі піаніста Моррі Мементо, колишнього учасника його гурту. Нік знаходить одну зі знайомих пісень Моррі та допомагає зіграти її. Моррі розповідає, що вперше почув мелодію з даху, і це спонукає Ніка піти на пошуки власника музичного магазину, якого він зустрів минулої ночі. Але той виявляється мертвим. Це провокує ще одне яскраве видіння вбивства власника музичного магазину, і Нік знову прокидається в номері готелю, цього разу з мертвою жінкою. Нік починає вірити, що він убив Вергілія та багатьох інших людей. Але згодом він усвідомлює, що галюцинації пов'язані з легендарним серійним убивцею Туманним Джеком, який і вбив Вергілія та багатьох інших шанувальників Ніка. Нік перемагає Туманного Джека, а потім дає концерт для своїх шанувальників, де обіцяє змінити свій гедоністичний спосіб життя.
We All Fall Down — видане 19 листопада 2019. Сюжет присвячено колишній начальниці Артура, Вікторії Бінг. Після втечі від Оллі, Вікторія потерпає від наслідків прийому «Радості», а також краху правопорядку у Веллінґтон-Велз. Вона озброєна батогом, яким може атакувати ворогів і підтягуватися до предметів угорі. Вона також має рушницю для дротиків, щоб безшумно вбивати ворогів і вимикати сигналізації.
Втікши від Оллі та викравши батіг, Вікторія повертається до міста. Однак, коли ефект «Радості» зникає, вона бачить, що жителі Веллінгтон-Веллса страждають від голоду та епідемії. Вікторію переслідує видіння її матері, яка дає поради. Вікторія стикається зі своїм батьком, генералом Бінгом, і він наказує їй поновити прийом «Радості». Крім того він дає завдання перевірити як справи у доктора Антона Верлока в «Haworth Labs», де він працює над замінником «Радості». Вікторія допомагає придушити страйк «веллі», що вимагають відновити Саллі на посаді, а потім стикається з доктором Верлоком. Зрозумівши, що доктор не має замінника та готовий дозволити населенню вимерти до «стійкого» рівня, Вікторія вирішує відучити містян від наркотика. Щоб досягти цього, вона знищує розподільник таблеток і водоочисну станцію. Її заарештовують і кидають у в'язницю, де вона згадує, як її мати була ув'язнена в Індії за підтримку незалежності Індії від Британії. Генерал Бінг допомагає їй втекти та повідомляє про сховок, де він зібрав припаси та рятувальний човен. Вражена готовністю батька кинути місто напризволяще, Вікторія відкидає його пропозицію та вирішує врятувати місто. Щоб назавжди припинити все виробництво «Радості», вона знищує «Haworth Labs», ледве не загинувши. В цей час відбувається трансляція зізнання «дядька Джека», що призводить до цілковитої анархії у Веллінгтон-Велз. Розлючені громадяни вбивають одні одних. Група вцілілих звинувачує Вікторію в загибелі міста та вирішує тікати. Засмучена тим, що люди, яких вона врятувала, зненавиділи її, Вікторія задається питанням, що робити далі. Видіння матері пропонує їй вирушити до Індії та знайти свою справжню матір.

## Оцінки й відгуки
| Агрегатор  | Оцінка                              |
| ---------- | ----------------------------------- |
| Metacritic | PC: 62/100 PS4: 67/100 XONE: 64/100 |

| Видання        | Оцінка  |
| -------------- | ------- |
| Destructoid    | 5/10    |
| Easy Allies    | 6/10    |
| Game Informer  | 7.75/10 |
| GameRevolution | 3/5     |
| Hardcore Gamer | 3/5     |
| PC Gamer (США) | 56/100  |
| Shacknews      | 8/10    |
| USgamer        | 2.5/5   |
| VideoGamer.com | 4/10    |

Гра зібрала посередні оцінки критиків. На Metacritic середньозважена оцінка у версії для ПК склала 62/100, для PlayStation 4 — 67/100, та для Xbox One — 64/100.
Мак Ешворт у GameRevolution охарактеризував гру: «Антиутопія ще ніколи не виглядала так чудово». Сюжет визначався як переконливий та похмурий, з нотками комізму. Бої, за словами критика, спонукають творчо вирішувати проблеми, тоді як скрадання частіше марне чи нудне. Помилки можуть як зіпсувати враження, так і допомогти в ньому, але частіше псують враження від проходження.
Браян Ші в Game Informer розкритикував постійну потребу шукати ресурси, що розтягує сюжет і здебільшого призводить до зайвих проблем. We Happy Few також наповнена помилками, коли, наприклад, персонажі провалюються під підлогу чи діють поза контекстом. Але попри дратівливі місії, We Happy Few — це весела пригода, яка поєднує в собі моторошну атмосферу та захопливий наратив із чудовими ефектами.
Тайлер Вайлд у PC Gamer порівняв We Happy Few з BioShock Infinite, пишучи, що перша гра перевершує другу сюжетом, однак програє в технічному плані. Головна проблема We Happy Few — це повторюваність елементів локацій та NPC. Троє головних персонажів розмовляють дуже природно, хоча як герої сюжету дещо банальні. «У наш час рідко буває, щоб гра карала мене так ретельно за непідготованість, або штовхала мене вперед майже виключно завдяки достоїнствам свого сюжету».